# 가미이시촌 (미야기현)
가미이시촌(賀美石村)은 일본 미야기현 가미군에 있던 촌이다. 현재의 가미정에 해당한다.

## 역사
- 1889년 4월 1일 - 정촌제 시행과 함께 10촌이 합병해 가미이시촌이 성립하였다. 촌 이름은 하미이시 신사에서 명명되었다.
- 1955년 7월 1일 - 미야자키촌과 합병해, 미야자키정이 되었다.

## 참고문헌
- 『宮城県町村合併誌』（宮城県地方課、1958）